# Mekelle University
Mekelle University är ett universitet i Etiopien. Det ligger i den norra delen av landet, 500 km norr om huvudstaden Addis Abeba. Mekelle University ligger 2 214 meter över havet.